# Gonomyia (Gonomyia) herroni
Gonomyia (Gonomyia) herroni is een tweevleugelige uit de familie steltmuggen (Limoniidae). De soort komt voor in het Australaziatisch gebied.